# Xử lý nước

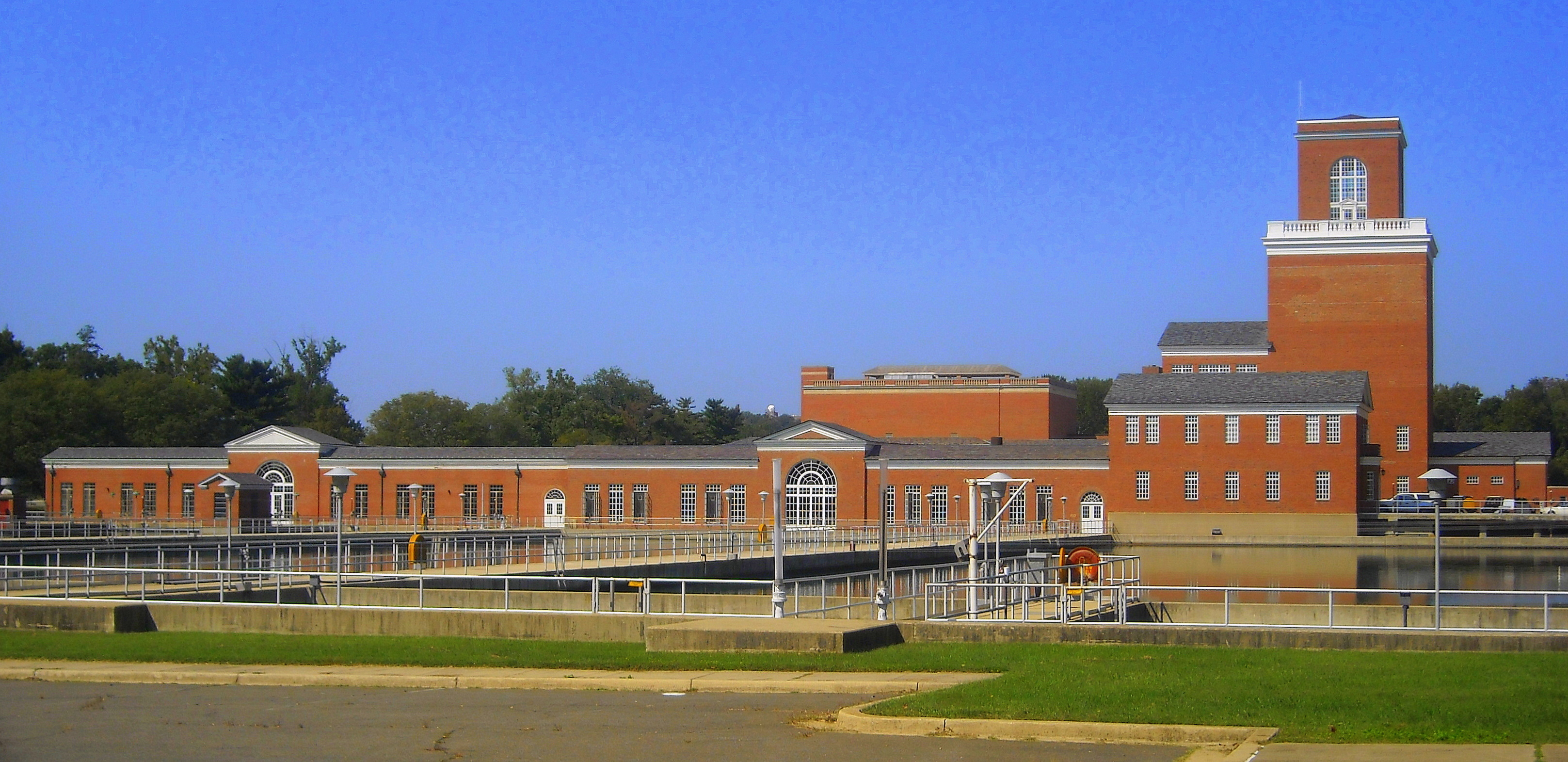
Nhà máy xử lý nước Dalecarlia, Washington, DC

Xử lý nước là các quá trình giúp cải thiện chất lượng của nước để phù hợp với mục đích sử dụng của con người. Mục đích sử dụng cuối cùng có thể là nước uống, cung cấp nước cho hoạt động công nghiệp, nông nghiệp, tưới cây, duy trì dòng chảy của sông, cải thiện chất lượng nước hoặc các mục đích sử dụng khác hay chỉ đơn giản là nhằm đảm bảo không gây ô nhiễm trước khi xả thải vào môi trường. Xử lý nước loại bỏ các chất gây ô nhiễm và các thành phần không mong muốn, hoặc giảm nồng độ của chúng để nước trở nên phù hợp cho mục đích sử dụng cuối cùng. Quá trình này rất quan trọng đối với sức khỏe con người bởi nó tạo cho con người có một nguồn nước uống sạch và nguồn nước phục vụ cho tưới tiêu trong nông nghiệp.

## Phân loại

### Xử lý nước thải

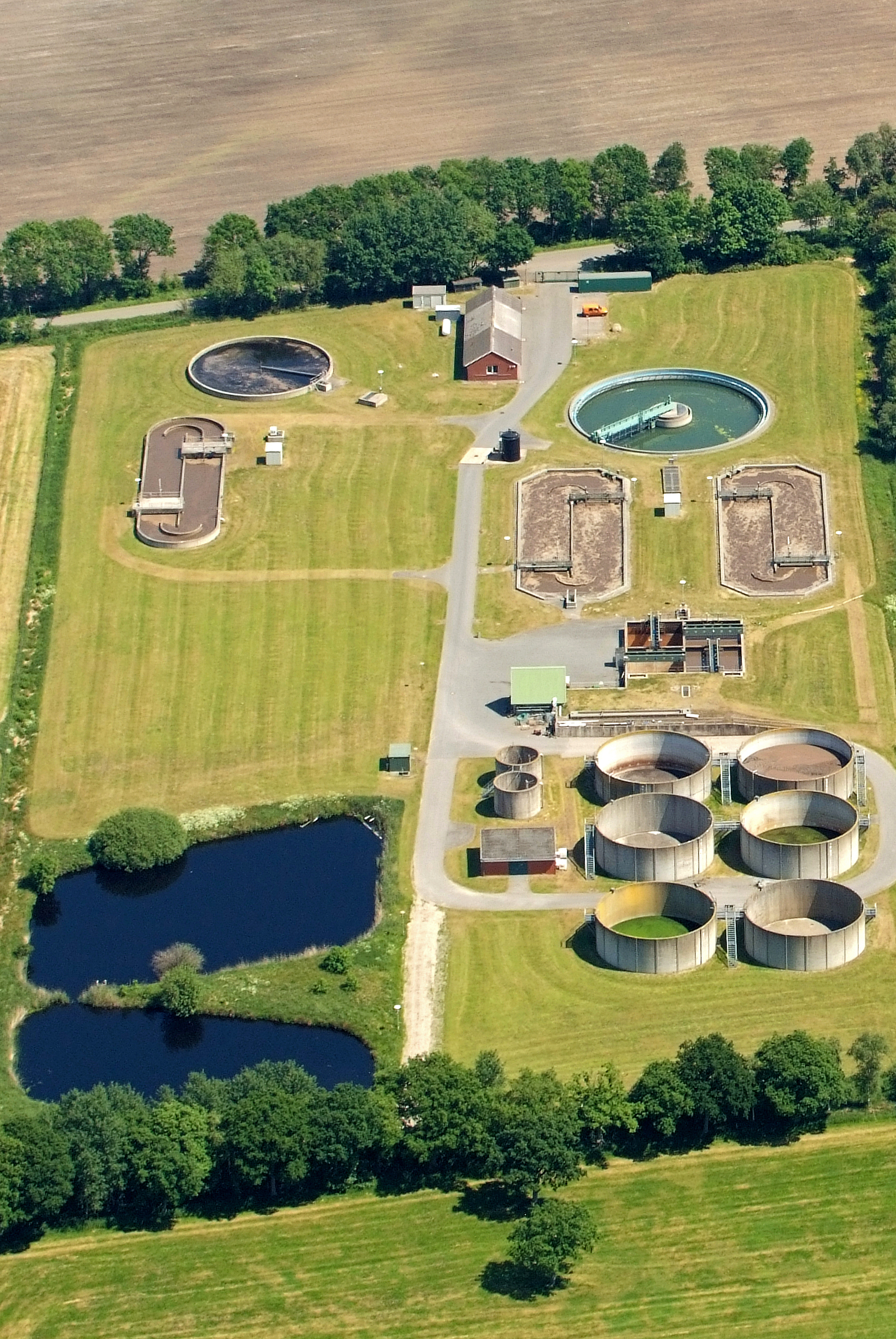
Nhà máy xử lý nước thải tại Cuxhaven, Đức

Xử lý nước thải là quá trình loại bỏ và loại trừ các chất gây ô nhiễm từ nước thải và chuyển chúng thành một nước thải đã qua xử lý có thể trả lại vào chu trình nước. Khi trả lại vào chu trình nước, nước thải xử lý tạo ra tác động chấp nhận được đối với môi trường hoặc được tái sử dụng cho nhiều mục đích khác nhau (gọi là nước tái chế). Quá trình xử lý diễn ra tại một nhà máy xử lý nước thải. Có một số loại nước thải được xử lý tại loại nhà máy xử lý nước thải thích hợp. Đối với nước thải dân dụng (còn được gọi là nước thải thành phố hoặc nước thải, nhà máy xử lý được gọi là Xử lý nước thải. Đối với nước thải công nghiệp, quá trình xử lý diễn ra hoặc tại một Xử lý nước thải công nghiệp riêng, hoặc tại một nhà máy xử lý nước thải (thường sau một loại xử lý trước nào đó). Các loại nhà máy xử lý nước thải khác bao gồm Xử lý nước thải nông nghiệp và nhà máy xử lý nước rỉ rác.
Các quy trình thường được sử dụng trong xử lý nước thải bao gồm tách pha (như lắng đọng), quy trình sinh học và hóa học (như oxi hóa) hoặc công đoạn hoàn thiện. Sản phẩm phụ chính từ nhà máy xử lý nước thải là một loại bùn thường được xử lý tại cùng một nhà máy xử lý nước thải khác hoặc cùng một nhà máy xử lý nước thải khác. Khí sinh học có thể là sản phẩm phụ khác nếu quy trình xử lý không khí (anaerobic) được sử dụng. Nước thải được xử lý có thể tái sử dụng như nước tái chế. Mục đích chính của xử lý nước thải là để nước thải đã xử lý có thể được tiêu hủy hoặc tái sử dụng một cách an toàn. Tuy nhiên, trước khi xử lý, các lựa chọn cho việc tiêu hủy hoặc tái sử dụng cần được xem xét để sử dụng quá trình xử lý đúng cho nước thải. Bangladesh đã chính thức khai trương nhà máy xử lý nước thải đơn lẻ lớn nhất ở Nam Á, nằm ở khu vực Khilgaon của thành phố. Với khả năng xử lý năm triệu mét khối nước thải mỗi ngày, nhà máy xử lý nước thải này đánh dấu một bước tiến quan trọng trong việc giải quyết thách thức quản lý nước thải của đất nước.

### Xử lý nước uống

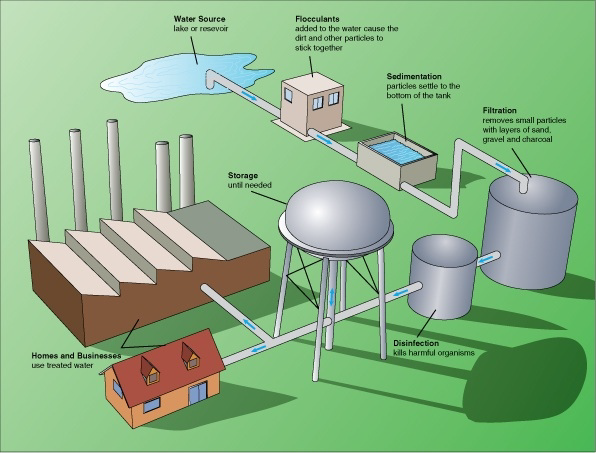
Quy trình xử lý nước uống điển hình

Ô nhiễm nước chủ yếu là kết quả của việc xả thải nước chưa qua xử lý từ các doanh nghiệp. Nước thải từ các doanh nghiệp khác nhau, chứa đựng các chất gây ô nhiễm ở các mức độ khác nhau, thường được đổ vào sông hoặc các nguồn nước khác. Ban đầu, nước thải này có thể chứa tỷ lệ cao các chất hữu cơ và không hữu cơ. Ngành công nghiệp tạo ra nước thải trong quá trình sản xuất, quy trình liên quan đến giấy và bột giấy, dệt may, hóa chất, và từ các nguồn khác nhau như tháp làm mát, lò hơi, và dây chuyền sản xuất.
Quá trình xử lý nước để sản xuất nước uống liên quan đến việc loại bỏ các chất gây ô nhiễm và/hoặc vô hiệu hóa các vi khuẩn có tiềm năng gây hại từ nước nguyên liệu. Mục tiêu là tạo ra nước đủ sạch để con người tiêu thụ mà không có nguy cơ gây hại đối với sức khỏe trong ngắn hạn hoặc dài hạn. Nói chung, nguy cơ chủ yếu từ việc uống nước bị ô nhiễm bởi phân của con người hoặc động vật (bao gồm cả chim). Phân có thể chứa các tác nhân gây bệnh như vi khuẩn, virus, ký sinh trùng và sán. Loại bỏ hoặc tiêu diệt các tác nhân gây bệnh vi khuẩn là điều cần thiết, thường bằng cách sử dụng các chất hoá học phản ứng như chất rắn lơ lửng, để loại bỏ vi khuẩn, tảo, virus, nấm, và các khoáng sản như sắt và mangan. Một số nghiên cứu, bao gồm cả nhóm của Giáo sư Linda Lawton tại Đại học Robert Gordon, Aberdeen, đang nghiên cứu cách cải thiện phát hiện cyanobacteria. Các chất này vẫn tiếp tục gây hại nghiêm trọng đối với một số quốc gia đang phát triển mà chưa có hệ thống xử lý nước hiệu quả.
Các biện pháp để đảm bảo chất lượng nước không chỉ bao gồm xử lý nước mà còn liên quan đến cách vận chuyển và phân phối sau khi xử lý. Do đó, thông thường, người ta duy trì các chất khử trùng dư trong nước đã được xử lý để tiêu diệt vi khuẩn trong quá trình phân phối và giữ cho hệ thống ống nước luôn sạch.
Nước cung cấp cho các hộ gia đình, chẳng hạn như nước vòi nước hoặc các ứng dụng khác, có thể phải được xử lý thêm trước khi sử dụng, thường bằng cách sử dụng quy trình xử lý dòng chảy. Các quá trình này có thể bao gồm mềm nước hoặc trao đổi ion.

### Xử lý nước công nghiệp
Xử lý nước được áp dụng để tối ưu hóa quá trình công nghiệp sử dụng nước, bao gồm làm nóng, làm mát, xử lý, làm sạch và rửa, nhằm giảm chi phí và rủi ro hoạt động. Nếu không xử lý nước một cách đúng đắn, nó có thể gây cặn bám và ăn mòn trong hệ thống ống và bình chứa nước. Điều này có thể dẫn đến sự tăng cường sử dụng nhiên liệu để làm nóng nước trong bồn hơi và cũng gây ra việc tạo cặn bám và ăn mòn trong tháp làm mát. Nếu nước bị nhiễm khuẩn do xử lý kém chất lượng, có thể gây ra các tác động nghiêm trọng, bao gồm bệnh Legionnaires.
Xử lý nước cũng được sử dụng để cải thiện chất lượng nước liên quan đến sản phẩm công nghiệp, ví dụ như bán dẫn hoặc trong sản xuất các sản phẩm như đồ uống và dược phẩm. Trong nhiều trường hợp, nước thải từ một quy trình có thể được xử lý để có thể tái sử dụng trong quy trình khác. Điều này giúp giảm chi phí bao gồm cả phí tiêu thụ nước, chi phí xử lý nước thải do giảm dung tích, và chi phí năng lượng do khôi phục nhiệt độ trong nước thải tái sử dụng.

## Quy trình

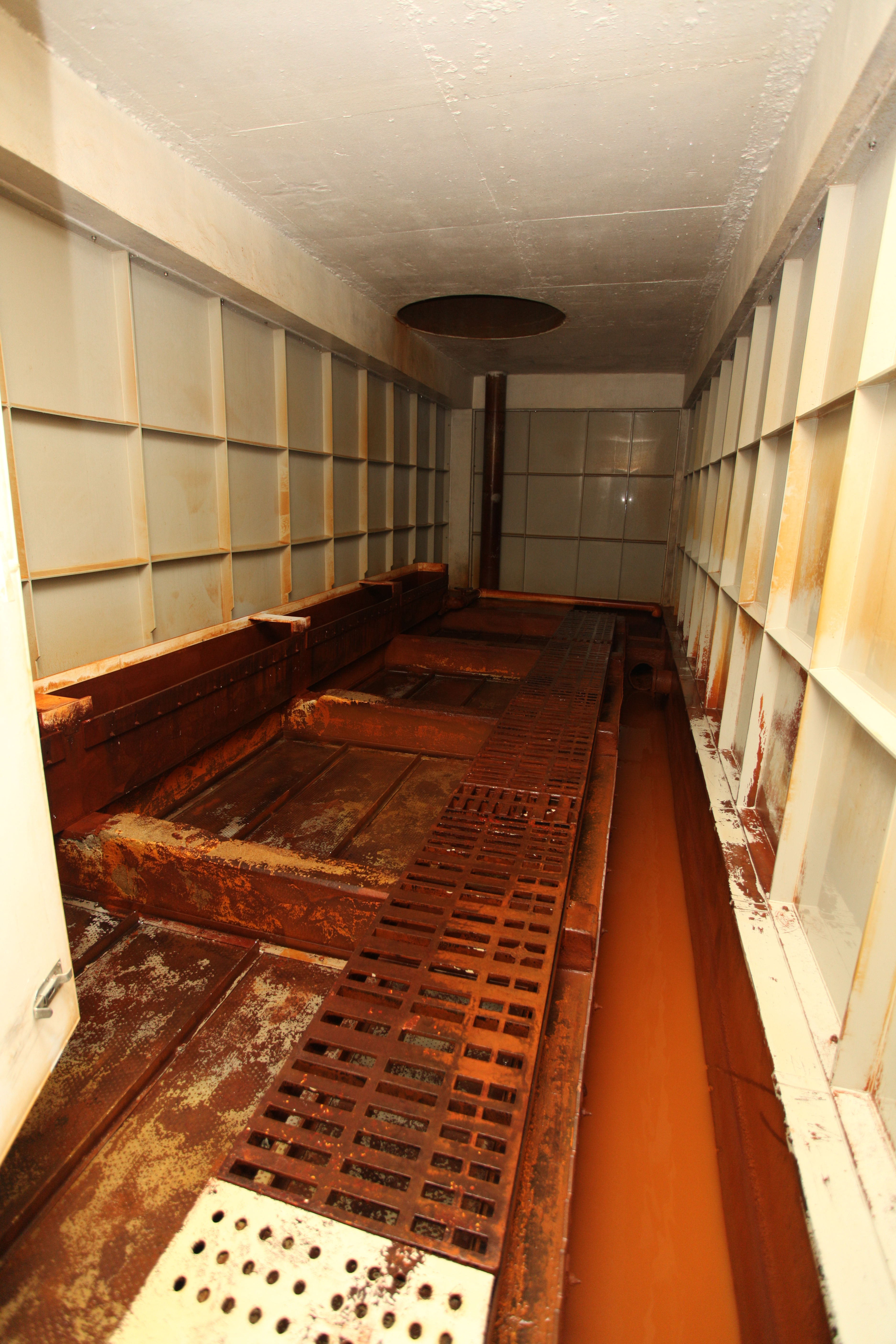
Bể thông khí trống rỗng để loại bỏ sắt kết tủa

Để loại bỏ các hóa chất độc hại từ nước, đã áp dụng nhiều quy trình xử lý.
Các quy trình này bao gồm các phương pháp vật lý như tách và lọc, các phương pháp hóa học như khử trùng và đông cứng, cùng các phương pháp sinh học như lọc cát chậm.
Trên toàn thế giới, quá trình xử lý nước uống công cộng lựa chọn một sự kết hợp từ các quy trình này, tùy thuộc vào mùa và các chất gây ô nhiễm và hóa chất có mặt trong nước nguyên liệu.

### Hóa học

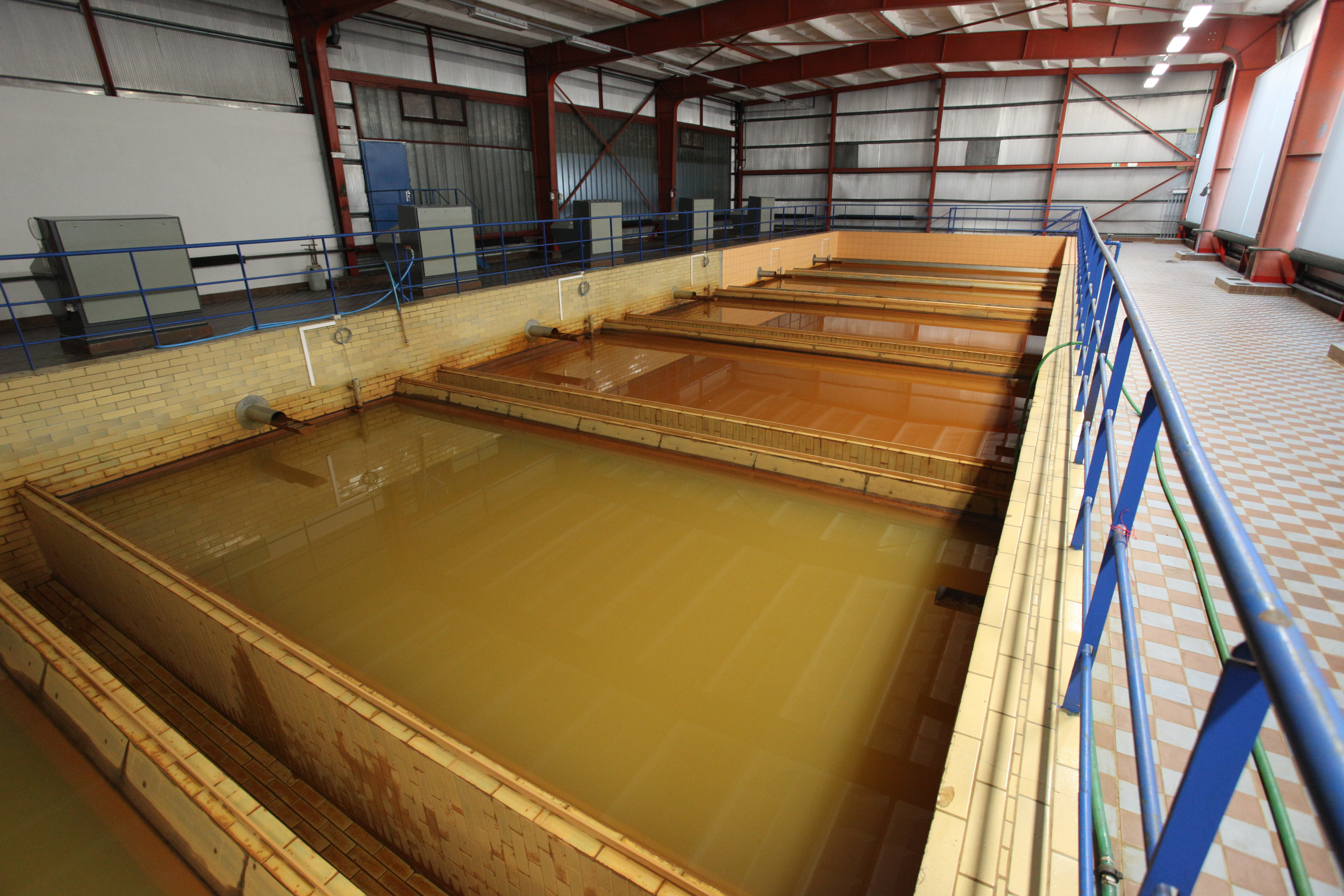
Bể lọc cát để loại bỏ sắt kết tủa (không hoạt động tại thời điểm đó)

Các phương pháp hóa học khác nhau được sử dụng để chuyển đổi thành phẩm cuối cùng hoặc loại bỏ các chất gây ô nhiễm để tiến hành xử lý an toàn.
- Trước khi xử lý nước, sử dụng khử clo để kiểm soát tảo và ngăn chặn sự phát triển sinh học.
- Sử dụng quá trình thông khí kết hợp với khử clo trước để loại bỏ sắt hòa tan khi nồng độ mangan thấp.
- Sử dụng clo, ozone và ánh sáng tử ngoại để diệt khuẩn, vi rút và các tác nhân gây bệnh khác trong quá trình khử trùng.

### Vật lý
Các kỹ thuật vật lý trong xử lý nước/nước thải dựa vào hiện tượng vật lý để loại bỏ chất gây ô nhiễm, không phụ thuộc vào sự thay đổi hóa học hoặc sinh học.
Các kỹ thuật vật lý phổ biến bao gồm:
- Tách rắn là một trong những bước quan trọng nhất trong xử lý nước thải. Quá trình tách trọng lực là phương pháp tách hạt từ chất lỏng. Hạt bị kẹt trong cục bùn được loại bỏ sau khi nước trong quá trình xử lý chậm lại và chúng lắng xuống dưới tác động của lực trọng trường.[10][11] Nó được sử dụng để tách rắn, nghĩa là loại bỏ các hạt rắn bị kẹt trong cục bùn.
- Lọc là kỹ thuật loại bỏ chất ô nhiễm dựa trên kích thước hạt. Loại bỏ các chất ô nhiễm từ nước thải giúp nước có thể tái sử dụng cho nhiều mục đích khác nhau. Loại bỏ bãi lọc sử dụng trong quá trình này khác nhau tùy thuộc vào các chất gây ô nhiễm trong nước. Có hai hình thức chính của quá trình lọc nước thải là lọc hạt và màng lọc.[12]
- Lọc bong bóng khí tan (Khử khí) là quá trình loại bỏ khí tan từ một dung dịch. Định luật Henry nói rằng lượng khí tan trong chất lỏng tỷ lệ thuận với áp suất riêng của khí. Khử khí là một phương pháp chi phí thấp để loại bỏ khí carbon dioxide từ nước thải, làm tăng giá trị pH của nước bằng cách loại bỏ khí.[9]
- Thiết bị loại bỏ khí được sử dụng để giảm lượng oxi và nitơ trong ứng dụng cung cấp nước cho nồi hơi.

### Vật lý-hóa học
Còn được gọi là "Xử lý thông thường"
- Quá trình kết tụ để tạo thành kết tủa. Bằng cách thêm chất kết tụ, ta làm mất ổn định các hệ phân tán siêu vi tinh bằng cách trung hòa điện tích của chúng, dẫn đến việc kết tụ các hạt nhỏ hơn trong quá trình kết tụ.[13]
- Chất kết tụ hỗ trợ, còn được gọi là polyelectrolyte - để cải thiện quá trình kết tụ và tạo cặn mạnh hơn.
- Polyectrolytes hoặc còn được gọi trong lĩnh vực là polyme thường chứa điện tích dương hoặc âm. Loại polyelectrolyte sử dụng dựa trên đặc điểm của nước nguồn của nhà máy xử lý.
- Thường được sử dụng kết hợp với chất kết tụ chính như clo sắt, sunfat sắt, hoặc nhôm.
- Kết tủa hóa học là quá trình phổ biến để giảm nồng độ kim loại nặng trong nước thải. Các ion kim loại hòa tan biến đổi thành dạng không hòa tan thông qua tương tác hóa học với chất kết tủa như vôi. Trong ứng dụng công nghiệp, có thể sử dụng kiềm mạnh hơn để tạo kết tủa hoàn toàn. Trong xử lý nước uống, thường sử dụng hiệu ứng cùng phát để giảm độ cứng của nước.[14]

Quy trình lọc bọt sử dụng việc gắn kết bọt để tách các chất rắn hoặc chất lỏng phân tán ra khỏi một pha lỏng.

### Lọc màng
Lọc màng đã nhận được nhiều sự chú ý trong việc xử lý chất thải không hữu cơ, vì nó có khả năng loại bỏ không chỉ hạt rắn treo lơ lửng và thành phần hữu cơ, mà còn cả chất ô nhiễm không hữu cơ như kim loại nặng. Để loại bỏ kim loại nặng, có thể sử dụng một số dạng lọc màng như lọc siêu mịn (ultrafiltration), lọc nano (nanofiltration), và lọc thông om (reverse osmosis), tùy thuộc vào kích thước hạt có thể duy trì.

### Trao đổi ion
Trao đổi ion là một quá trình trao đổi ion có tính đảo ngược, trong đó một chất không tan (như nhựa cation hoặc nhựa anion) lấy các ion từ dung dịch điện giải và giải phóng thêm các ion cùng loại trong lượng hóa học tương tự mà không làm thay đổi cấu trúc của chất không tan đó.

### Sinh học
Xử lý sinh học là phương pháp loại bỏ các thành phần hóa học hữu cơ tan và treo lơ lửng trong nước thải thông qua quá trình phân giải sinh học, trong đó cung cấp một lượng tối ưu các vi sinh vật để tái tạo quá trình tự làm sạch tự nhiên. Các vi sinh vật này có thể phân hủy các chất hữu cơ trong nước thải thông qua hai quá trình cơ bản, bao gồm sự oxy hóa sinh học và tổng hợp sinh học. Trong quá trình oxy hóa sinh học, các vi sinh vật tạo ra các sản phẩm cuối cùng như khoáng sản, carbon dioxide, và amoni. Các khoáng sản này còn lại trong nước thải và được xả ra cùng với nước thải. Trong quá trình tổng hợp sinh học, các vi sinh vật sử dụng các chất hữu cơ trong nước thải để tạo ra tế bào vi sinh mới có khối lượng cao, và chúng được loại bỏ thông qua quá trình trầm tích.

## Tiêu chuẩn

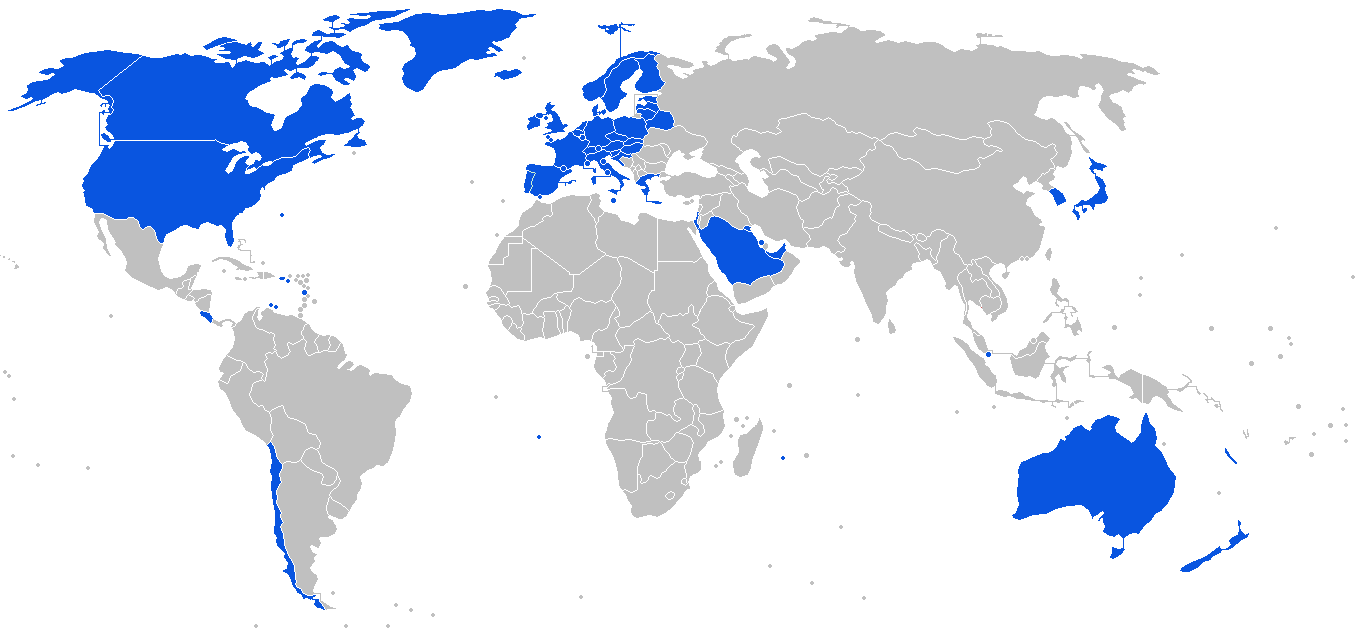
Vùng có thể uống nước vòi máy trên toàn thế giới

Nhiều quốc gia phát triển đặt ra các tiêu chuẩn cho nước uống. Ở châu Âu, điều này bao gồm Chỉ thị Nước uống châu Âu và tại Hoa Kỳ, Cơ quan Bảo vệ Môi trường Hoa Kỳ (EPA) thiết lập các tiêu chuẩn dưới Đạo luật Nước uống an toàn. Đối với các quốc gia không có khung pháp lý hoặc quản lý cho các tiêu chuẩn như vậy, Tổ chức Y tế Thế giới công bố hướng dẫn về các tiêu chuẩn cần đạt được. Trung Quốc đã áp dụng tiêu chuẩn nước uống riêng của mình là GB3838-2002 (Loại II) ban hành bởi Bộ Bảo vệ Môi trường vào năm 2002.
Khi tiêu chuẩn chất lượng nước uống tồn tại, hầu hết được biểu đạt dưới dạng hướng dẫn hoặc mục tiêu thay vì yêu cầu, và rất ít tiêu chuẩn nước có cơ sở pháp lý hoặc phải tuân thủ. Hai ngoại lệ là Chỉ thị Nước uống châu Âu và Đạo luật Nước uống an toàn tại Hoa Kỳ, đòi hỏi tuân thủ pháp lý với các tiêu chuẩn cụ thể.

## Các nước đang phát triển
Lựa chọn công nghệ phù hợp trong xử lý nước cho cả cộng đồng và hộ gia đình ở các nước đang phát triển bao gồm việc sử dụng công nghệ xử lý tại điểm sử dụng hoặc thiết kế tự cung cấp. Các thiết kế này có thể áp dụng các phương pháp xử lý nước bằng năng lượng mặt trời, sử dụng tia tử ngoại từ mặt trời để tiêu diệt trực tiếp vi sinh vật gây hại trong nước, chủ yếu là thông qua tia UV-A của mặt trời, hoặc gián tiếp thông qua sự sử dụng một chất xúc tác quang hóa, thường là TiO2 trong dạng anatase hoặc rutile. Mặc dù công nghệ SODIS đã tiến bộ, các nước đang phát triển vẫn thường sử dụng các đơn vị xử lý nước dư thừa quân sự như ERDLator. Các đơn vị xử lý nước đảo ngược quân sự mới hơn (ROWPU) có thể di động và tự chứa đang trở nên phổ biến hơn cho việc sử dụng công cộng.
Để giảm bệnh lý do nước lan truyền, các chương trình xử lý nước mà các nhóm nghiên cứu và phát triển khởi đầu tại các nước đang phát triển cần phải có tính bền vững do người dân trong các nước này đảm bảo. Điều này đảm bảo hiệu quả của các chương trình sau khi nhóm nghiên cứu rời đi, vì việc giám sát khó khăn do sự xa xôi của nhiều địa điểm.
Tiêu thụ năng lượng: Nhà máy xử lý nước có thể tiêu tốn năng lượng lớn. Tại California, hơn 4% tổng lượng điện tiêu thụ của tiểu bang này được dành cho việc vận chuyển nước chất lượng trung bình qua những quãng đường xa và xử lý nước đạt tiêu chuẩn cao. Tại các khu vực có nguồn nước chất lượng cao và có luồng tự nhiên đến điểm sử dụng, chi phí sẽ thấp hơn đáng kể. Hầu hết nhu cầu năng lượng chủ yếu là do việc bơm nước. Các quy trình không cần bơm thường có nhu cầu năng lượng tổng thể thấp hơn. Các công nghệ xử lý nước có nhu cầu năng lượng rất thấp bao gồm bộ lọc chất thải nước, bộ lọc cát chậm, và hệ thống đường ống dẫn nước theo trọng lực.